# 任茜
任茜（又稱任茜，2001年2月20日—），四川都江堰人，中国女子跳水运动员。中国第一位零零后奥运冠军。

## 簡歷
2001年，任茜在成都出生。2004年，3歲的她已进入成都市少年儿童业余体育学校，接受体操队训练，师从陶丽汀。直到2007年，因表现出很好的跳水天赋，被输送至四川省跳水队。
2012年，任茜在全国跳水冠军赛上夺得第四名，随即入選中国国家跳水队。
2014年，任茜在全国跳水冠军赛获得女子单人10米台冠军。年內，她又在國際泳聯跳水大獎賽墨西哥站夺得女子10米跳台单人和双人两枚金牌，成为本站比赛的双冠王；同时她又與季思宇配对，在该项赛事的西班牙站、德国站、墨西哥站取得双人10米跳台三连冠。其优异表现令她成为国家队领队周继红重点打造的队员之一。
2016年里约奥运会上，任茜以总成绩439.25分，战胜司雅杰获得女子单人10米台跳水冠军。

## 主要比賽成績
只列出曾進入三甲的國際賽事成績：
| 年份   | 賽事                   | 項目         | 拍檔   | 成績   | 成績 |
| ------ | ---------------------- | ------------ | ------ | ------ | ---- |
| 2015年 | 世界跳水系列賽溫莎站   | 10米高台     | －     | 429.35 | 冠軍 |
| 2016年 | 奧林匹克運動會跳水比賽 | 10米高台     | －     | 439.25 | 金牌 |
| 2017年 | 世界跳水系列賽北京站   | 10米高台     | －     | 398.75 | 亞軍 |
| 2017年 | 世界跳水系列賽北京站   | 女雙10米高台 | 昌雅妮 | 340.26 | 冠軍 |

## 名字讀音
對於任茜名字的讀音，坊間有不少争议，因為“茜”在普通話中有“汉语拼音：”音同“倩”和“汉语拼音：”音同“西”等两个读音。據任茜本人解說，她两个读法都有使用，因為护照上是使用「Ren Qian」，所以在国外（包括奥运官方系统）也稱呼她為「Ren Qian」；而在国内，她個人則喜欢被大家叫汉语拼音：音同“西”。